# Capañeta
Capañeta es un despoblado que actualmente forma parte del municipio de Peñacerrada, en la provincia de Álava, País Vasco (España).

## Toponimia
A lo largo de su existencia ha sido conocido con los nombres de Capaneta y Capañeta.

## Historia
Documentado desde 1257, formaba parte del Obispado de Calahorra.